# Le Rituel des Musgrave
Le Rituel des Musgrave (The Adventure of the Musgrave Ritual en version originale) est l'une des cinquante-six nouvelles d'Arthur Conan Doyle mettant en scène le détective Sherlock Holmes. Elle est parue pour la première fois dans la revue britannique Strand Magazine en mai 1893, avant d'être regroupée avec d'autres nouvelles dans le recueil Les Mémoires de Sherlock Holmes (The Memoirs of Sherlock Holmes).
Cette nouvelle est un récit-cadre dans lequel Holmes consulte d'anciens dossiers et raconte à Watson l'une de ses premières enquêtes.

## Résumé
Le Dr. Watson excédé de voir le désordre qui règne dans leur appartement demande à Sherlock Holmes de ranger la pièce à vivre du 221B Baker Street. Ce dernier réticent commence à ranger et tombe sur des vieilles enquêtes dont celle de l'épisode du Rituel des Musgrave. Watson ayant déjà entendu parler de cette enquête demande alors à Holmes de lui raconter. 
Holmes est visité par Reginald Musgrave, une ancienne connaissance de l'université, qui lui parle d'événements étranges survenus à Hurlstone, le vieux manoir familial des Musgrave. Hurlstone est un vieux manoir qui entretient un nombre important de domestique dont le plus ancien de la maison, le sommelier Brunton. C'est un homme exceptionnel qui joue de plusieurs instruments de musique et parle plusieurs, mais qui a le défaut d'être un peu Don Juan, il se fiance même avec une des servante, Rachel Howells avant de se débarrasser d'elle et de passer à une prochaine conquête, la fille du garde-chasse.

Une nuit, Musgrave entend un bruit vers deux heures du matin et surprend son majordome, Brunton, étudiant secrètement un rituel transmis de génération en génération dans la famille et d'autres documents privés.. En effet, la famille Musgrave habite Hurlstone depuis l’époque de la guerre civile anglaise, et il est de tradition pour chaque fils aîné de la maison de mémoriser et réciter un poème énigmatique en atteignant l'âge adulte :
– À qui appartenait-elle ? – À celui qui est parti.
– Qui doit l’avoir ?
– Celui qui viendra.
– Quel était le mois ?
– Le sixième en partant du premier. – Où était le soleil ?
– Au-dessus du chêne.
– Où était l'ombre ?
– Sous l’orme.
– Comment y avancer ?
– Au nord par dix et par dix, à l’est par cinq et par cinq, au sud par deux et par deux, à l'ouest par un et par un et ainsi dessous.
– Que donnerons-nous en échange ? – Tout ce qui est nôtre.

– Pourquoi devons-nous le donner ? – À cause de la confiance.
Outré par cette indiscrétion, Musgrave ordonne à Brunton de quitter la maison. Brunton le supplie de rester encore quelques jours pour préserver les apparences, et Musgrave lui accorde une semaine. Pourtant, quelques jours plus tard, Brunton disparaît, laissant toutes ses affaires derrière lui. Son lit n’a pas été utilisé, et personne ne l’a vu partir. Une servante, Rachel Howells, éclate en crise de rire et de pleurs en entendant cela. Confinée au lit, elle s’enfuit pourtant dans la nuit. Musgrave et la police retrouvent un sac qu’elle a jeté dans le lac du domaine, contenant seulement des morceaux de métal et des pierres couvertes de terre.
Holmes déduit que le rituel n’est pas une simple récitation, mais une série d’instructions pour trouver une cachette précieuse. Estimant la hauteur du plus grand chêne et l’emplacement d’un ancien orme, Holmes calcule la trajectoire et suit la trace de Brunton vers une aile abandonnée de la maison. Toujours à partir du rituel, il en déduit que le trésor est caché en sous-sol. Dans la cave, il découvre tout le bois de chauffage poussé de côté, exposant un anneau de métal scellé dans une pierre avec le foulard de Brunton attaché. Avec l'aide de Musgrave et d'un policier, ils soulèvent la pierre pour découvrir le corps asphyxié de Brunton, allongé sur les restes d'un vieux coffre en bois. Quelques vieilles pièces sales de l'époque de Charles Iᵉʳ sont dispersées autour du trou.
En examinant les marques laissées sur les morceaux de bois, Holmes devine que Brunton, incapable de soulever la pierre seul, avait tenté de se réconcilier avec Rachel pour obtenir son aide. Après avoir récupéré le sac, le bloc de pierre s’était refermé, peut-être accidentellement, emprisonnant Brunton. Néanmoins, il est probable aussi que Rachel (qui a un caractère celte fougueux) eut un « feu de vengeance mal éteint » qui se réveilla et ferma la pierre enfermant ainsi Brunton et le condamnant à une mort par asphyxie. 
Holmes réfléchit alors au contenu du coffre et comprend ce dont il s'agit.  Il nettoie le contenu du sac, révélant des fragments de métal et des pierres précieuses. Ce sont bien les restes de la couronne médiévale de Saint-Édouard, ayant appartenu à Charles Iᵉʳ (« celui qui est parti ») et destinée à son fils Charles II (« celui qui viendra »). Reginald confirme qu’un de ses ancêtres, Sir Ralph Musgrave, était un cavalier influent et a probablement caché la couronne sous la pierre avant d’instituer le rituel. Avec le temps, la signification s'est perdue, et la récitation était devenue une simple coutume familiale.
Après des procédures légales, la famille Musgrave obtient le droit de garder les fragments en exposition en payant une forte somme pour les garder. Rachel reste introuvable; Musgrave pense qu’elle s’est peut-être suicidée, mais Holmes suppose qu’elle a simplement quitté le pays.

## Illustrations
Sidney Paget a réalisé les illustrations suivantes pour la première parution de la nouvelle (cliquer sur les vignettes pour les agrandir) :

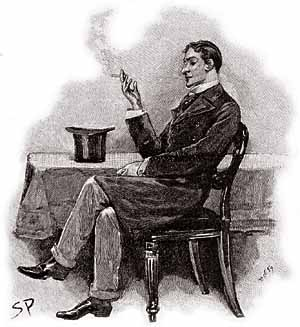
Réginald Musgrave.
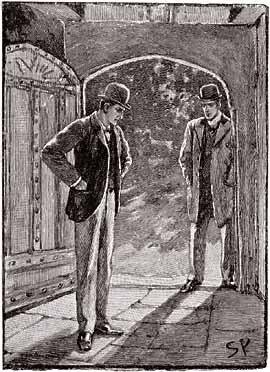
Holmes, perplexe devant son échec, ayant pourtant suivi les instructions du Rituel.

## Analyse
Dans un article d'analyse holmésienne intitulé « Sherlock Holmes : Le Roi des détectives, le détective des rois » paru en octobre 1971 dans le mensuel Mystère magazine n°284, Francis Lacassin analyse : « L'influence du Scarabée d'or est perceptible dans Le Rituel des Musgrave, dans le cryptogramme, mais aussi dans l'atmosphère macabre et les enjambées à la recherche du témoignage d'un arbre mort depuis des années ».

## Adaptations filmées
- 1986 : Épisode du Retour de Sherlock Holmes (série télévisée)

## Livre audio en français
- Arthur Conan Doyle, Le Rituel des Musgrave [« The Musgrave Ritual »], Paris, La Compagnie du Savoir, coll. « Les enquêtes de Sherlock Holmes », 2011 (EAN 3661585197539, BNF 42478193)Narrateur : Cyril Deguillen ; support : 1 disque compact audio ; durée : 54 min environ ; référence éditeur : La Compagnie du Savoir CDS078. Le nom du traducteur n'est pas indiqué.